# 伊東正治
伊東 正治（いとう まさはる 1951年〈昭和26年〉7月5日 - ）は、毎日放送出身のフリープロデューサー・フリーアナウンサー。元・同局アナウンサーで、放送上の愛称はマーボー。
毎日放送では1975年の入社以来、アナウンサー・ラジオ局編成部長・番組審議会事務局長などを歴任。60歳の誕生日（2011年7月5日）で定年を迎えてからも、「シニアスタッフ（嘱託社員）」 という肩書で、MBSラジオでの番組制作・出演を続けていた。2016年7月31日の任期満了を機に、フリーランスのプロデューサー・アナウンサーへ転身。2017年10月からは、フリーアナウンサーとしての活動に専念している。

## 来歴
東京都渋谷区の出身で、血液型はB型。中・高校生時代には卓球部、早稲田大学政治経済学部への在学中には、学内の放送研究会に在籍していた（詳細後述）。
1975年にアナウンサーとして、毎日放送に入社。同期入社のアナウンサーに、結城哲郎 がいる。
1977年4月から1989年3月まで、深夜のラジオ番組『MBSヤングタウン』（以下『ヤンタン』と略記）を担当。12年という出演期間は同局アナウンサーの中では、先輩の角淳一 と並び、現在も最長記録に当たる。『ヤンタン』で最初に共演した原田伸郎から、マーボー と呼ばれたことをきっかけに、後の共演者 や当時を知るリスナーなどから、マーボーと呼ばれている。
1978年には、地方民間放送共同制作協議会（火曜会）制作のラジオ番組『飛び出せ!全国DJ諸君』（火曜会加盟の地方ラジオ局で放送）で、毎日放送の代表でパーソナリティを担当。放送後の人気投票によって、同年度の奨励賞を受賞した。
1980年からはスポーツアナウンサーとしても活動していた が、1989年4月から2年間BBC（英国放送協会）に出向。BBCが当時実施していた日本語放送のアナウンサーを務めた。
1991年4月にアナウンサーとして毎日放送に復帰。1994年8月末まで、テレビ夕方のローカルニュース番組『MBSナウ』で、木～土曜日にメイン キャスターを担当した。阪神・淡路大震災の発災直後（1995年1月17日）にはMBSラジオで連日、報道特別番組（主に深夜～早朝放送分）のキャスターを務めている。
2003年7月にアナウンサー室からラジオ局ラジオ制作部へ異動した後は、チーフプロデューサーとして、『ノムラでノムラだ♪』『チョアヨ!韓国』『ラジオの達人』などを担当。2006年7月からは、ラジオ局編成部長として、『子守康範　朝からてんコモリ!』の立ち上げなどに関わった。その後は、コンプライアンス室への異動を経て、番組審議会の事務局長を歴任。ラジオ局ラジオ制作部へ復帰してからは、『モーニングミックス』『日曜出勤生ラジオ』のプロデューサーを務めた。
2010年8月29日には、毎日放送開局60周年記念特別番組『さんまのヤングタウンスペシャル』で、生放送番組に久々に登場。2013年3月9日からは、『モーニングミックス』のプロデューサーを務めながら、土曜日 放送分のみワンマンDJスタイルで、ラジオパーソナリティとしての活動を本格的に再開した。
『モーニングミックス』では、2014年4月から金曜日のパーソナリティへ異動した後に、同年9月26日の最終放送までパーソナリティを務めた。同年10月5日（日曜日）以降は、自身の出演曜日分の企画を引き継ぐ冠番組『伊東正治のミュージック・バル』シリーズで、ワンマンDJスタイルのパーソナリティを引き続き継続。また、アナウンサー時代から現在に至るまで、MBSラジオの自社制作による生ワイド番組でパーソナリティ代理を何度も担当している（後述）。
2011年7月に毎日放送の定年を迎えたが、嘱託契約のシニアスタッフとして、同局へ5年間勤務。任期満了後の2016年8月以降は、フリーランスのプロデューサー・パーソナリティとして、シニアスタッフ時代の担当番組を引き継いだ。
66歳で迎えた2017年10月6日からは、ラジオプロデューサーとしての活動から退く一方で、フリーアナウンサーとして『おわらナイト』 のナビゲーターを務めていた。伊東が早朝 2 - 4時台の生放送番組にレギュラーで出演するのは、毎日放送への在籍中を含めても初めてであったが、70歳間近の2021年3月27日放送分でナビゲーターを勇退した。
その一方で、2017年末からは戯曲の脚本を執筆。2018年2月には、「劇団そとばこまちアトリエ　十三 BlackBoxx」（大阪市淀川区）で上演の『楽屋ー流れるものはやがてなつかしきー』（原作：清水邦夫）で劇作家デビューを果たした。2019年からは、RADIO BALLOON（インターネットラジオ）でも『伊東正治の夕方ファイブ』（毎週木曜日の17:00 - 19:00にライブ配信）という冠番組を担当。2020年からは、同局が配信する関西独立リーグ・兵庫ブルーサンダーズの公式戦中継で、実況アナウンサーとしての活動を再開している。

## 人物
学生時代に在京ラジオ局制作の音楽番組を愛聴していたことが高じて、早稲田大学の放送研究会では、主にプロデューサーやディレクターとしての経験を積んでいた。大学卒業後に音楽番組の制作スタッフになることを志していたが、アナウンサー志望だった放送研究会の同期生と一緒に毎日放送のアナウンサー試験を受けたところ、中央大学出身の結城と共にアナウンサーとして採用された。ちなみに、実父は滋賀県の出身だったが、伊東自身は毎日放送へ入社するまで東京都内で生活していた。
カラオケで沢田研二の楽曲を歌うことが得意。学生時代から大の映画ファン で、アナウンサー時代には、毎日放送公式サイト内のアナウンサーページで数年間にわたって「伊東正治の映画日記」というコラムを連載していた。
毎日放送の定年直前からは、長らく中断していた卓球を週に1回のペースで再開した ほか、スキューバダイビングや陶芸などに取り組んでいる。さらに、定年退職を機に60歳でシニアスタッフへ転じてからは、フルマラソンやハーフマラソンに挑戦。一般参加枠の抽選を経て出場した大阪マラソン（2011年・2013年・2014年・2017年）や神戸マラソン（2014年）で完走した ほか、関西圏以外で開催のマラソン大会（仙台国際ハーフマラソンなど）にも年に数回のペースで参加している。
ジャズをはじめ、洋楽にも造詣が深い。MBSラジオでは、『朝までビートルズ!』（2003年12月7日の25:00 - 28:00に生放送の特別番組）や、『31.5時間ラジオ〜MBS史上最大のラジオ祭り 歌でつなげる60年 目指せ1179曲てアンタ!?〜』（2010年8月31日から2日間にわたって編成された毎日放送開局60周年記念番組）『Till Dawn Music』（2015年度以降にレギュラーで放送中の音楽番組）のビートルズ特集で自ら企画とパーソナリティを担当していた。ちなみに、プロデューサーとして『ノムラでノムラだ♪』を立ち上げた際には、ビートルズの「オブ・ラ・ディ、オブ・ラ・ダ」にちなんで自ら番組のタイトルを付けている。
『モーニングミックス』で土曜日のパーソナリティを兼務するようになってからは、当時の金曜パーソナリティ・鈴木健太（出演時点では毎日放送アナウンサー）の影響で、ももいろクローバーZ（ももクロ）への関心が高いことを公言。同曜日の放送で、ももクロの楽曲を流したり、思い入れの深い昭和歌謡の特集を組んだりすることもあった。

## エピソード
スポーツアナウンサー時代には、プロ野球・高校野球・ラグビー・バレーボールなどの中継で実況を担当。『MBSヤングタウン』にレギュラーで出演していた時期には、放送中に実施された運動会・水泳大会や、「ヤンタン野球大会」（『ヤンタン』の出演者・スタッフによる「ヤンタンオールスターズ」と芸能人チームによる対決で1980年代に数回開催された草野球大会）の実況も任されていた。
当の伊東は、アナウンス職を離れた後に、「『（関西の）アナウンサーはツッこまれてナンボ』ということを『ヤンタン』で実感した」と回顧。スポーツアナウンサーへ転身後も同番組への出演も続けたことについては、「スポーツ・アナをやってたことで、『ヤンタン』での自分の幅がずいぶん広がった。プロ野球中継の実況やキャンプ取材での裏話が、『ヤンタン』のネタとして十分に使えたことも良かった」と述べている。
なお、ラジオプロデューサーに転じてからは、特別番組として『さんまーぼー』を制作。前述の『さんまのヤングタウンスペシャル』でもさんまと共演したほか、毎日放送開局65周年記念番組『ラジオ65人のなかま』（2017年1月1日放送の特別版）では、さんまへのインタビューを担当した。

## 出演番組
ラジオプロデューサーとしての活動などとの兼ね合いで、2017年のナイターイン編成では、番組へのレギュラー出演を休止していた。

### 現在
いずれも、RADIO BALLOONがインターネット向けに配信している番組。
- 伊東正治の夕方ファイブ（毎週木曜日17:00 - 19:00）
- 関西独立リーグ・兵庫ブルーサンダーズ公式戦　インターネットライブビューイング（2020年シーズンから実況を担当）

### 過去

#### 毎日放送アナウンサー時代

##### テレビ
- あどりぶランド[1]
- MBSナウ（メインキャスター 1991年10月 - 1994年9月）
- 朝ダッシュ!
- 映画の王様（映画紹介番組）
  - 「香港映画祭」の取材で香港へ滞在中に、現地で撮影されていた刑事物の実写映画（タイトル不詳）へエキストラで出演した[28]。
- スポーツ実況（野球（プロ野球阪神戦など・選抜高等学校野球大会）、ラグビー（全国高校ラグビー大会）、バレーボールなど）
  - 全国ネットでの実況経験は1988年の黒鷲旗全日本バレーボール選手権大会男子決勝など。プロ野球での全国ネット実況経験はなかったが、阪神タイガースが日本一を達成した1985年の日本シリーズでは、西武球場での第1戦テレビ中継（TBS制作、TBS系列で10月26日放送）において、阪神側のベンチリポーターを務めた[29]。
  - ソウルオリンピック（1988年）期間中にTBS系列で放送された男子体操競技中継では、MBSが清風高等学校（日本代表の池谷幸雄・西川大輔が当時在籍していた高校）の地元局である関係で、同校講堂からの中継リポートを担当した。この中継の視聴率は30%以上で、伊東が出演したテレビ番組の最高記録という[29]。
  - 毎日放送と和歌山放送の関係が深いことを背景に、全国高等学校野球選手権和歌山大会の期間中に、テレビ和歌山での中継で実況を担当していた時期がある。
- 大橋巨泉ゴルフ・プロアマトーナメント（1983 - 1990年、年に1回のペースで放送された特別番組）
  - 当時スポーツアナウンサーで、『MBSヤングタウン』にも出演していたことから、ラウンドリポーターとして会場のハワイ・マウイ島に派遣[30]。

##### ラジオ
- 毎日放送ダイナミックナイター（1980年から1991年まで実況・リポーターを担当）
- こども音楽コンクール（若手時代に近畿地方担当アナウンサーとして出演）[1]
- ほんまか 電話リクエスト（1976年度のナイターオフ番組、鈴木美智子と共にパーソナリティを担当）
  - タイトルの「ほんまか」には、「本当か?」を意味する大阪弁に、リスナープレゼントとして提供していた旅行券の目的地（香港・マカオ）を掛けていた。当番組への出演を機に、『ヤンタン』へのレギュラー出演を開始[31]。
- ビアンカ　ミュージックシティ（やしきたかじんと共演）
- MBSヤングタウン[1]
  - 金曜日：1977年4月 - 1978年3月
  - 水曜日：1978年4月 - 1983年3月（1982年10月から半年間嘉門達夫と共演）
  - 月曜日：1983年4月 - 1988年12月（この期間にさんまと共演）
- 飛び出せ!全国DJ諸君（前述、火曜会未加盟のMBSラジオでも放送）
- ぽっぷん王国→ぽっぷん王国ミュージックスタジアム（いずれもMBSローカル枠のみ）
- 電話リクエスト ザ・ヒット ナウ20（1982年度のナイターオフ番組、佐々木美絵と共にパーソナリティを金曜日に担当）
- ホームラン歌謡劇場（1984 - 1986年度のナイターオフ番組、月 - 金曜20:00 - 20:30）
  - 伊東は月～木曜に1人で出演。毎回1組のアーティストをテーマに、「ライブ会場からの中継」という設定で、そのアーティストの楽曲を実況風に紹介していた。また、実況（事前収録）の途中に、生放送のスポーツコーナーを挿入。伊東自身が、放送当日のスポーツニュースを読んでいた。
- アジアウインド（1994年10月 - 1996年3月）
  - 上海のラジオ局との同時生放送を実施した番組で、伊東はMBS側のメインパーソナリティーを担当。
- こだわりシネマ大通り（1995年、森川みどりと共にパーソナリティを担当）
- 諸口あきらのイブニングレーダー木曜日（ニュースキャスター）
- 情報ラヂオ・スパイス!（金曜日、「伊東正治のB3探検隊」担当）
  - 毎日放送本社の地下3階（B3）に保管されている貴重な音源を、時代背景やエピソードなどを交えながら紹介していた。
- MBSニュースワイド　アングル（水・木曜メインキャスター、2003年1月 - 2005年3月、アナウンサー職からの異動後も担当）

#### アナウンサー職からの異動後
- 嘉門達夫のラジオ（2013年1月6日）パートナーとして嘉門と30年振りに共演。
- モーニングミックス（2013年3月9日 - 2014年9月26日、プロデューサー兼パーソナリティ）
  - 2014年3月29日まで土曜日、以降は金曜日のパーソナリティを担当（いずれもプロデューサーとの兼務）。
- 伊東正治のミュージック・バル（毎日放送のシニアスタッフ時代から担当）
  - プロデューサーとパーソナリティを兼務。2016年度のナイターオフ編成まで放送された後に、半年間の休止を経て、『おわらナイト』へ引き継がれた。
- 松井愛のすこ〜し愛して★
  - 2013・2014年度の『茶屋町プレミアムナイト』枠（ナイターオフ期間限定）で放送された「スナック愛」のナレーターを担当（事前収録）
- 伊東正治の朝バル（2015年7月4日 -　12月26日、プロデューサーとパーソナリティを兼務）
- Till Dawn Music
  - 造詣の深いアーティストや洋楽を特集する場合に、選曲やナビゲーターを担当。
- 次は〜新福島! 第2章=めばえ=（2018年12月20日）
  - 毎日放送アナウンサーとしての後輩に当たるメインパーソナリティ・福島暢啓の「パイセン」（先輩）として、「ラジオ博愛主義!パイセンがやってきた!」（20時台のゲストコーナー）に出演。

### パーソナリティ代理を務めたラジオ番組

#### MBSアナウンサー時代
- すみからすみまで愛なのね（1996年）
  - メインパーソナリティの角が脳梗塞の発症で降板した後に、パーソナリティとして番組を引き継いだ。

#### アナウンサー職からの異動後
- おはようSUNSUN原田伸郎
  - 2004年12月中旬から2005年1月下旬にかけて、顔面麻痺で芸能活動を休んだ原田伸郎に代わって、メインパーソナリティを務めた。
- ありがとう浜村淳です
  - 2006年3月23・24日に、選抜高等学校野球大会の中継期間に合わせて休暇中の浜村淳の代理として、短縮放送ながらメインパーソナリティを務めた。
  - 毎日放送のアナウンサー時代には、入社1年目の研修明け（7月以降）に番組内の定時ニュース（当時のタイトルは『毎日ニュース』）を担当しただけだったという。2018年2月5日（月曜日）には、脚本を手掛けた「楽屋ー流れるものはやがてなつかしきー」のPRを兼ねて、同作品に出演する谷野まりえ（女優）と共にゲストで出演した[32]。
- 子守康範　朝からてんコモリ!
  - 2010年11月18日（木曜日）と11月19日（金曜日）に、体調不良の子守康範[33] に代わって、急遽メインパーソナリティを担当。18日には、5時台の前半に1人で、6時台以降は大津びわ子（水・木曜日アシスタント）とともに生放送を進めた。伊東と大津は、『MBSヤングタウン』で長年にわたって共演。また、ラジオの生放送番組を1人で進行したのは、アナウンサー時代以来20数年振りだったという（放送中の発言より）。
  - 2011年には、2月4日（金曜日）および2月7日（月曜日） - 2月9日（水曜日）の生放送で、パーソナリティ代理を務めた。
  - 2012年には、腰痛を発症した子守に代わって、3月12日（月曜日） - 3月16日（金曜日）の生放送で代役を務めていた。
  - 2013年には、子守の休暇期間に当たる1月28日（月曜日） - 2月1日（金曜日）の放送に、パーソナリティ代理として出演した。
  - 2014年には、子守の夏季休暇期間に当たる9月8日（月曜日） - 9月12日（金曜日）の放送に、パーソナリティ代理として出演。最終日の12日には、『モーニングミックス』から4時間連続で放送に登場した。
  - 2015年には、子守の夏季休暇期間に当たる7月27日（月曜日） - 7月31日（金曜日）の放送でパーソナリティ代理を担当。
  - 2016年には、体調不良の子守に代わって、10月13日（木曜日）と 14日（金曜日）の放送でパーソナリティ代理を担当。
  - 2017年には、体調不良で発声できない子守に代わって、11月28日（火曜日）と 29日（水曜日）の放送でパーソナリティ代理を担当。
- 上泉雄一の発信!UWAらじお
  - 2007年3月13日。番組項参照
- おとなの駄菓子屋
  - 2012年9月23日。身内の不幸で急遽出演できなくなった「店主（パーソナリティ）」の角に代わって、「店主代行」という肩書で全編にわたって登場。

#### フリーランスへの転身後
- おわらナイト（MBSラジオ、2017年10月6日 - 2021年3月27日）
  - ナビゲーターへ徹するとともに、2018年3月までは「おわらナイト MBS1179寄席」（『茶屋町MBS劇場』を継承した内包コーナー）の演目・演者紹介を担当。
- 祝・成人の日! 君たちが生まれた年にはこんなことがありました（2018・2019年に成人の日の『MBSマンデースペシャル』枠で放送）
  - 毎日放送アナウンサーとしての後輩で、同局の現役スポーツアナウンサーでもある近藤亨と共にパーソナリティを担当。

## ラジオプロデューサーとしての担当番組
前述の『おわらナイト』については、「1人の『喋り手』として毎日放送のアナウンサーになった頃の初心に還る」という意向から、プロデューサーを兼務していない。

### 過去
- ノムラでノムラだ♪
- チョアヨ!韓国
- ラジオの達人
  - 2006年6月までは、火曜日に放送した『阪本時彦の出番のTOKIです』で、「伊東正治のジャズナイト」のコーナーに出演していた。
- さんまーぼー（2004年9月6日と2005年8月29日に『MBSマンデースペシャル』で放送）
  - さんまのパートナーとして番組にも出演。2004年の放送では、さんまが日本テレビ系列の中継キャスターとして取材したアテネオリンピックの裏話などを聞いた。
- 土清水縁（としみゆかり）の日曜音楽館（2005年10月 - 2009年3月、毎週日曜早朝）
  - クラシックの専門家である土清水（フリーアナウンサー）のパートナーとして、番組にも出演した。
- 森川みどり・渡辺裕薫のシネコン倶楽部（2004年から数年間、毎週土曜夜→日曜深夜）
  - チーフプロデューサーを担当。新作映画に関するコメントを、放送中に出した時期もあった。
- 日曜出勤生ラジオ
- 上田義朗のベトナム元気!（2012年4月 - 2013年3月の独立番組時代第1期）

以下の番組はいずれも、毎日放送のシニアスタッフ時代から、契約期間満了後の2017年9月まで担当。
- ごきげんサンデー・ミュージック
- 日曜コンちゃん　おはようさん（毎週日曜日8:00 - 8:30）
  - アナウンサー時代の先輩に当たるフリーアナウンサーの近藤光史がパーソナリティを担当。
- シルクのべっぴん塾（2016年1月9日 - 、毎週土曜日13:30 - 13:45）
- モーニングミックス（2010年4月から番組終了まで全曜日を担当）
- 宇都宮まきのまきドキッ!
  - ラジオショッピングコーナーを内包したトーク番組で、2015年4月5日から9月27日までは、毎週日曜日の8:30 - 8:57に放送。同年10月以降は、『MBSマンデースペシャル』（月曜日20:00 - 21:00　→　19:00 - 20:00）内の週替わり企画として、毎月（または隔月）に1回のペースで放送を続けていた。
- 伊東正治のミュージック・バル（前述）
- 伊東正治の朝バル（前述）

## 関連人物
- 魚住由紀
- 上泉雄一
- バーバラよね
- 浜村淳
- 明石家さんま
- 角淳一
- 結城哲郎 ― 同期の伊東と同様、スポーツアナウンサーとして活躍した。
- 青木和雄
- 鈴木美智子
- 平松邦夫
- 三好俊行
- 原田伸郎
- 斎藤努
- 阪本時彦
- 高井美紀
- 大津びわ子

## 関連リンク
担当番組の公式サイト内に設けられた「日記」ページを通じて、公私にわたる近況や情報を随時伝えている。
- MBSラジオ『モーニングミックス』「伊東P（プロデューサー）編集日誌」 - 土曜パーソナリティとの兼務開始を機に、2013年3月27日から開設。番組が終了する2014年9月まで更新していた。
- MBSラジオ『伊東正治のミュージック・バル』「スタジオ日記」 （2014年10月 - 2017年10月）
- MBSラジオ『おわらナイト』「スタジオ日記」（2017年10月 - ）
- 伊東正治の映画日記 ～シネマダイアリー～